# Hrubčice

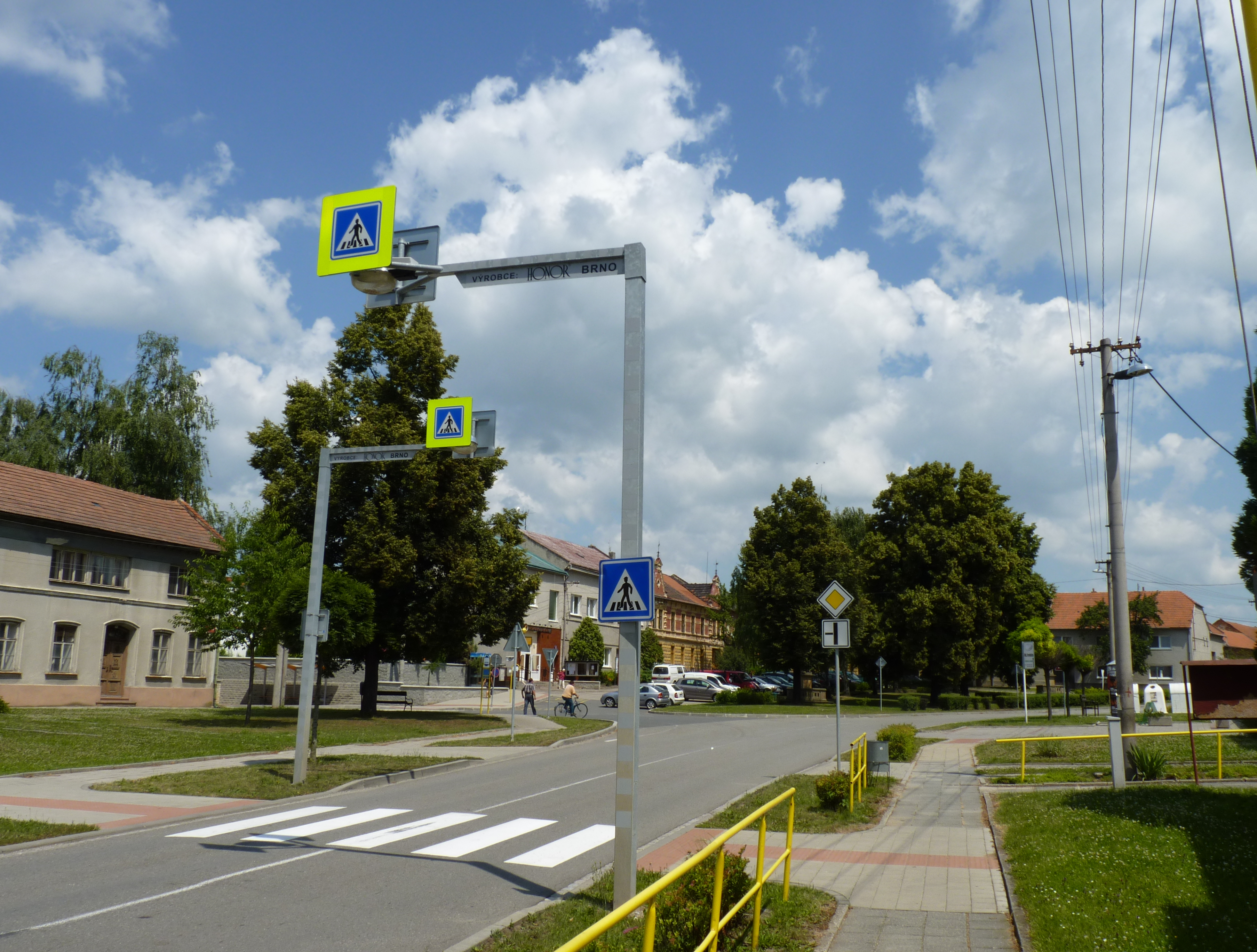
Ortszentrum

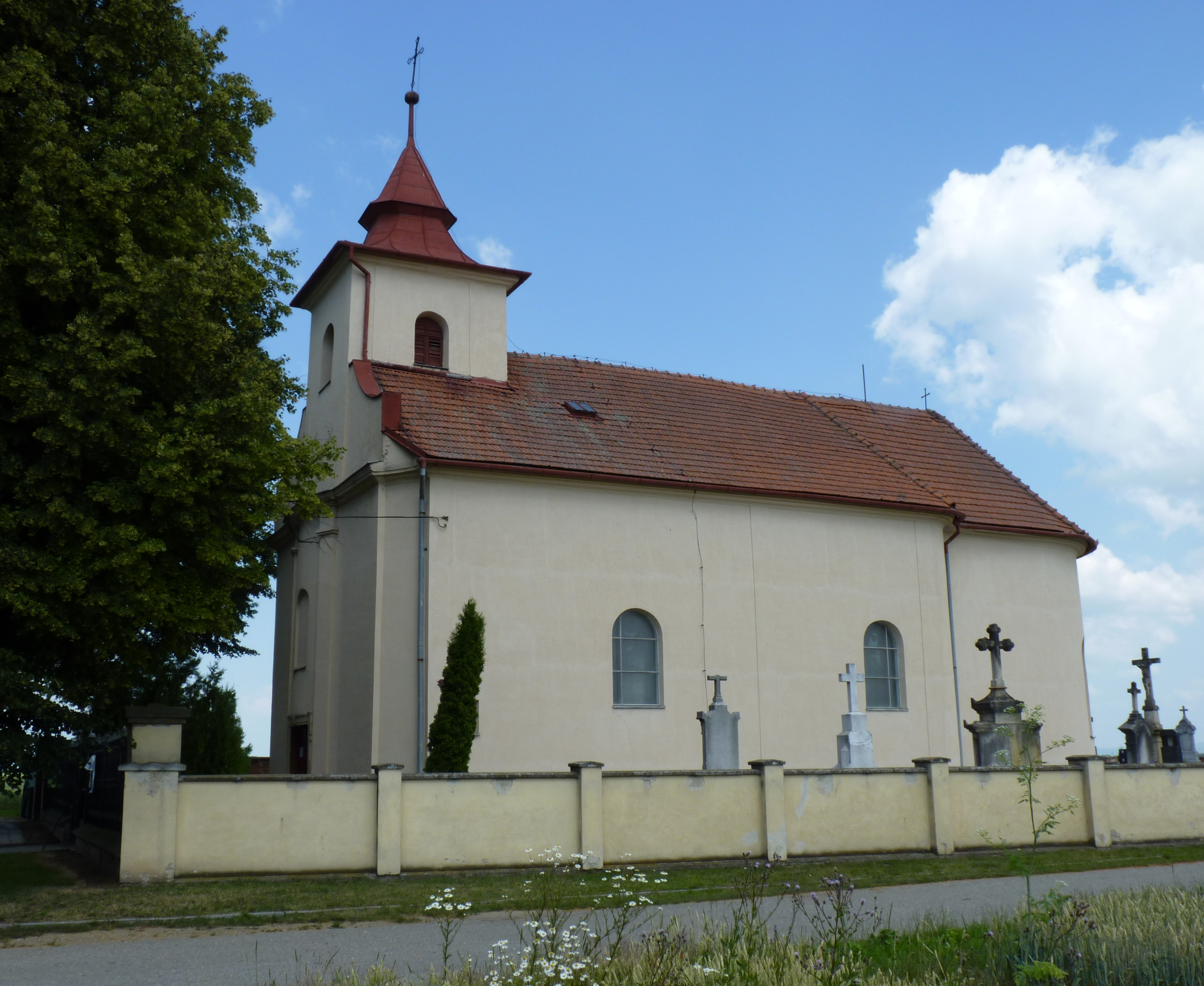
Kirche des hl. Urbanus

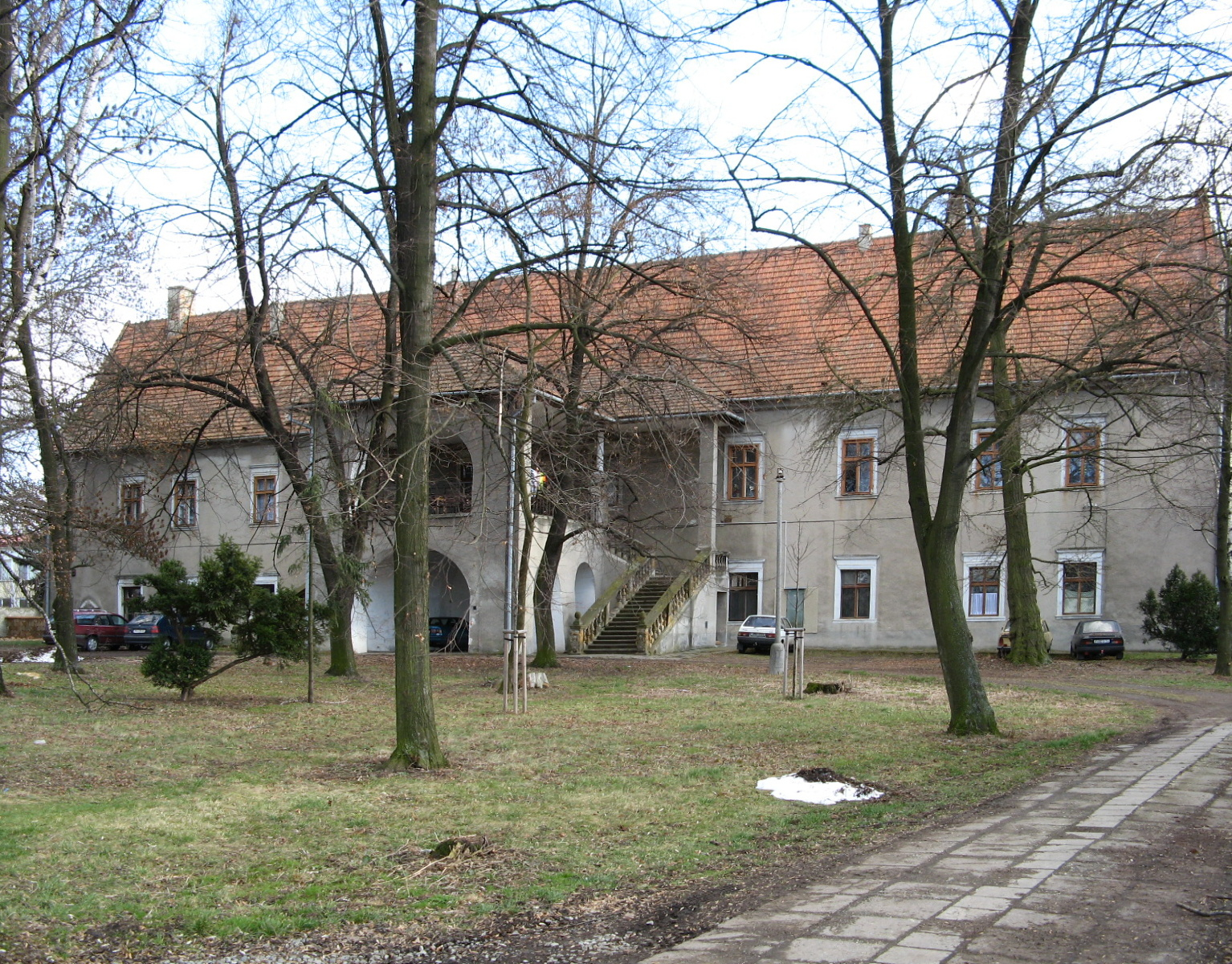
Schloss Hrubčice

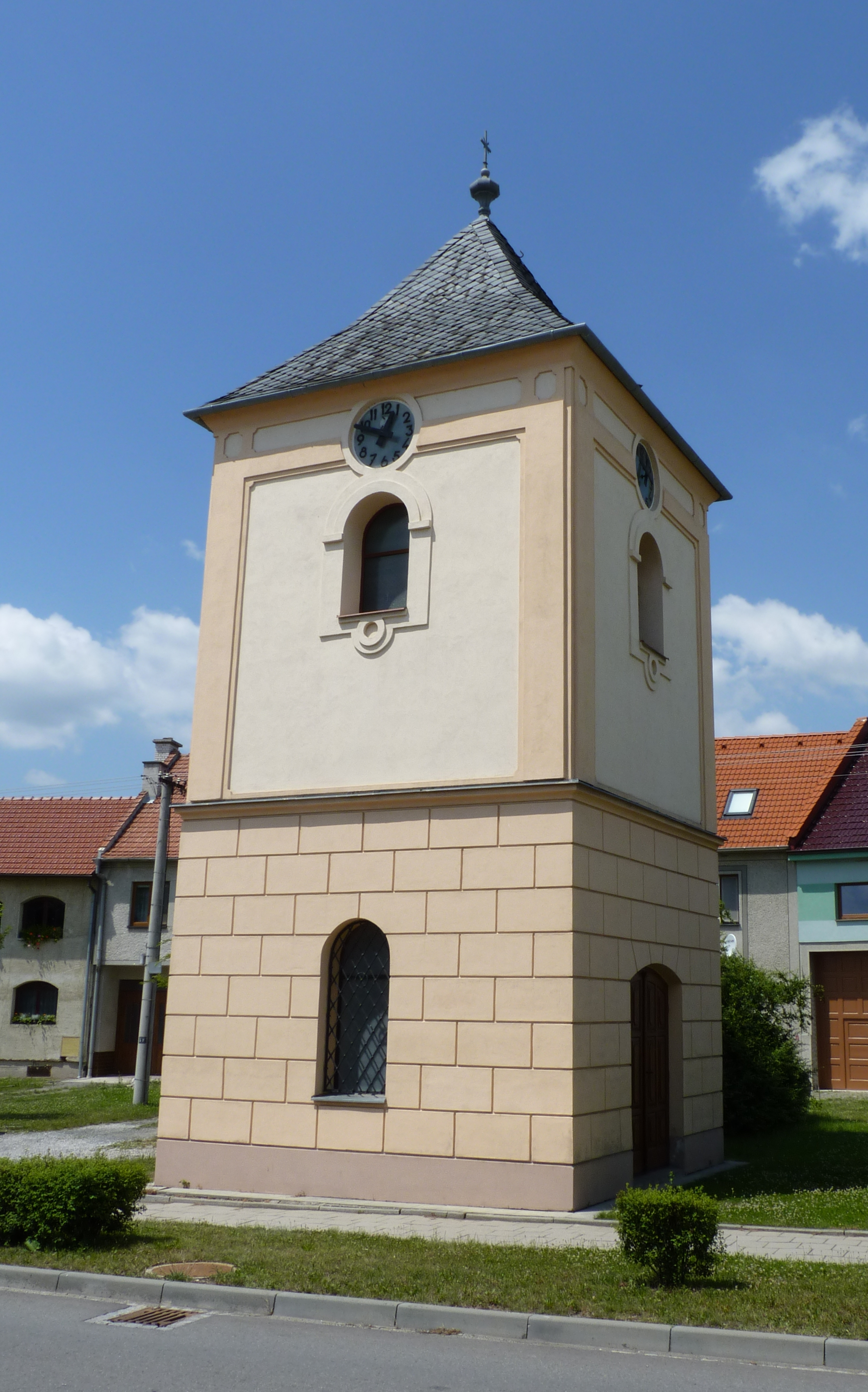
Glockenturm

Hrubčice (deutsch Hrubschitz) ist eine Gemeinde in Tschechien. Sie liegt sieben Kilometer südöstlich von Prostějov und gehört zum Okres Prostějov.

## Geographie
Das Längsangerdorf Hrubčice befindet sich linksseitig der Valová in der Obermährischen Senke (Hornomoravský úval). Durch den Ort verläuft die Staatsstraße II/434 zwischen Bedihošť und Tovačov.
Nachbarorte sind Vítonice im Norden, Hrdibořice und Biskupice im Nordosten, Klopotovice im Osten, Tovačov, Viklice und Ivaň im Südosten, Otonovice im Süden, Čehovice im Südwesten, Václavovice und Bedihošť im Westen sowie Prostějov und Kralický Háj im Nordwesten.

## Geschichte
Die erste urkundliche Erwähnung von Hrubčice erfolgte 1368 als Besitz des Půta von Holstein, der das Gut 1376 an seinen Bruder Jan Kropáč von Holstein abtrat. Letzterer verkaufte Hrubčice im Jahre 1379 an Sulik von Konice, der es wenig später an Markgraf Jobst von Mähren veräußerte. Im Jahre 1389 kaufte die Olmützer Domkirche das Gut Hrubčice von Markgraf Jobst. Die Olmützer Domkirche vereinigte danach die Güter Hrubčice, Vítonice und Svésedlice zu einem Dignitätsgut des Olmützer Metropolitankapitels, dessen Nutznießer der jeweilige Domdechant war.
Zur Aufhilfe des notleidenden Stiftes Hradisko schenkte König Ladislaus Jagiello diesem im Jahre 1512 die königlichen Hutweiden Blatta bei den Dörfern Hrubssic, Bedihošť, Čehovice, Bystročice und Žerůvky, zur Umwandlung in Wiesenland, um dieses zinslich an die Untertanen zu verpachten. Im 16. Jahrhundert entstand das Schloss als Sommersitz des Domdechanten. Die älteste Nachricht über eine Kirche stammt von 1605; da darin von ihrer Reparatur die Rede ist, muss sie wesentlich älter gewesen sein. Zwischen 1755 und 1756 erfolgte der Bau einer neuen Kirche hinter dem Dorf. Im Jahre 1763 standen in Hrubschitz 42 Häuser, in den 564 Menschen lebten. 1765 erfolgte die Ablösung der Frondienste; später wurden die Fluren den Hrubschitzer Meierhofes größtenteils parzelliert und 1787 darauf das Dorf Ottonowitz gegründet.
Im Jahre 1835 umfasste das im Olmützer Kreis gelegene Gut Hrubschitz eine gänzlich waldfreie Fläche von 2226 Joch 1502 Quadratklafter, von denen nur 100 Joch von der Herrschaft in Eigenregie bewirtschaftet wurden. Zum Gut gehörten die Dörfer Hrubschitz, Ottonowitz, Wittonitz und das vom Hauptkörper abgetrennte Swiesedlitz, in denen insgesamt 1142 katholische und mährischsprachige Personen lebten. Das Dorf Hrubschitz bzw. Hrubssice bestand aus 80 Häusern mit 528 Einwohnern. Erwerbsquelle bildete die Landwirtschaft. Im Ort gab es eine Tochterkirche des hl. Urban, ein herrschaftliches Schloss mit Orangerie, Zier-, Obst- und Küchengarten und englischem Park als Sommersitz des Domdechanten, den herrschaftliche Meierhof, das Amtshaus, eine emphyteutische Mahlmühle, eine Trivialschule unter dem Patronat der Gemeinde sowie das Gemeindewirtshaus, in dem Wisternitzer Bier ausgeschenkt wurde. Pfarrort war Kralitz. Bis zur Mitte des 19. Jahrhunderts war Hrubschitz der Amtsort des gleichnamigen Gutes.
Nach der Aufhebung der Patrimonialherrschaften bildete Hrubšice / Hrubschitz ab 1850 mit dem Ortsteil Ottonice / Ottonowitz eine Gemeinde im Gerichtsbezirk Proßnitz. Ab 1869 gehörte Hrubšice zum Bezirk Proßnitz; zu dieser Zeit hatte das Dorf 544 Einwohner und bestand aus 85 Häusern. Der tschechische Ortsname wurde in den 1870er Jahren in Hrubčice geändert. Im Jahre 1900 lebten in Hrubčice 736 Personen; 1910 waren es 808. Nach dem Ersten Weltkrieg zerfiel der Vielvölkerstaat Österreich-Ungarn, die Gemeinde wurde 1918 Teil der neu gebildeten Tschechoslowakischen Republik. Beim Zensus von 1921 lebten in den 145 Häusern von Hrubčice 870 Personen, davon 865 Tschechen. 1930 bestand Hrubčice aus 168 Häusern und hatte 868 Einwohner. Von 1939 bis 1945 gehörte Hrubčice / Hrubschitz zum Protektorat Böhmen und Mähren. Im Jahre 1950 hatte Hrubčice 825 Einwohner. Beim Zensus von 2001 lebten in den 280 Häusern der Gemeinde 789 Personen, davon 676 in Hrubčice (230 Häuser) und 113 in Otonovice (50 Häuser).

## Gemeindegliederung
Die Gemeinde Hrubčice besteht aus den Ortsteilen Hrubčice (Hrubschitz) und Otonovice (Ottonowitz).

## Sehenswürdigkeiten
- Kirche des hl. Urbanus, errichtet 1755–1756. Wegen des unzulänglichen Gewölbes wurde sie 1815 durch den Maurermeister Jan Feigerle aus Prostějov neu überwölbt. Nachdem sich das Gewölbe bereits in den 1850er Jahren als einsturzgefährdet gezeigt hatte, stand der Abriss und Neubau der Kirche zur Debatte. Wegen der dafür fehlenden Mittel erfolgte in den Jahren 1855–1856 eine erneute Reparatur. Die Kirche liegt am östlichen Ortsrand und ist von einem Friedhof umgeben.
- Schloss Hrubčice, am südlichen Ortsrand. Der im 16. Jahrhundert als Sommersitz des Domdechanten errichtete Spätrenaissancebau wurde um 1700 barock umgestaltet. 1737 entstand die Schloßkapelle des hl. Wenzel. Etwa zur selben Zeit wurde ein französischer Garten mit Altan und Orangerie angelegt. Um 1830 wurde der Garten in einen englischen Park mit exotischen Gehölzen umgestaltet. Zwischen 1868 und 1879 ließ der Dechant Robert Maria von Lichnowsky das Schloss umbauen. Nach dem Zweiten Weltkrieg ging die Anlage in den Besitz der Zuchtstation Hrubčice über. 1954 wurden in das Obergeschoss Wohnungen eingebaut. Heutiger Eigentümer ist der Grundstücksfonds. Vom einstigen Park sind nur noch einzelne Gehölze erhalten.[4]
- Glockenturm des hl. Wenzel, errichtet 1769, auf dem Dorfanger
- Statue des hl. Florian, geschaffen 1736, auf dem Dorfanger
- Statue des Johannes von Nepomuk, geschaffen 1736, auf dem Dorfanger
- Mehrere steinerne Kreuze
- Gedenkstein der Bodenzusammenlegung, errichtet 1913
- Gedenkstein für die Rote Armee

## Söhne und Töchter der Gemeinde
- Josef Hoch (1845–1895), Politiker und Mitglied des Reichsrates
- Přemysl Coufal (1932–1981), Priester und angeblicher Abt einer Untergrundkirche